# Bruno Söderström
Vilhelm Bruno Söderström, född 28 oktober 1881 i Skeppsholms församling i Stockholm, död 1 januari 1969 i Oscars församling i Stockholm, var en svensk idrottsman (friidrott, gymnastik), idrottsledare och tidnings- och bokutgivare. Han var bror till Gustaf Söderström.
Han tävlade för IFK Stockholm. Han blev 1928 (retroaktivt) utsedd till Stor grabb nummer 10 i friidrott.

## Främsta meriter
I stavhopp tog Söderström silver vid Extra-OS 1906 i Aten i Grekland och brons i fristilsspjutkastning.
Vid OS 1908 vann han brons i stavhopp.
Han vann fyra SM i stavhopp, och satte svenskt rekord fyra gånger.
Söderström var med om att kring 1909 introducera bowlingen i Sverige. Dessutom grundade han tidningen Idrottsbladet.

## Idrottskarriär
Den 30 augusti 1902 vann Söderström SM i stavhopp och slog samtidigt svenskt rekord i det att han med ett hopp på 3,40 slog Helmer Gilles gamla rekord från tidigare på året på 3,12.
Han vann SM även 1904, på 3,15.
Han förbättrade sitt rekord 24 maj 1906 till 3,45. SM vann han på 3,10. Han var även med vid OS i Aten detta år och där tog han silver i stavhopp med 3,40 (han förlorade omhoppningen). Han deltog också i spjutkastning och där tog han bronsmedalj på 44,91 efter bl.a. Eric Lemming. Han var också fanbärare vid samma OS.
Den 8 augusti 1907 höjde han sitt svenska rekord ytterligare till 3,51. Även detta år vann han SM, nu på 3,30.
Söderström satte sitt sista svenska rekord i stavhoppning den 18 augusti 1908 med 3,53, ett resultat som skulle komma att slås påföljande år av Bertil G:son Uggla. 
Under 1908 deltog han också vid OS i London där han i stavhopp kom på delad tredje plats med 3,58 (vilket inte räknades som svenskt rekord eftersom det var satt utomlands). Han var även med i spjutkastningmen blev oplacerad.
1908 var han även på en studieresa i USA, där han vann mästerskapet för de västra staterna.

## Övrigt
1909 blev han styrelseledamot i Svenska Idrottsförbundet. Under åren 1907-1910 var han medlem av Riksidrottsförbundets Överstyrelse. Han deltog vid OS 1912 som vice ordförande i träningskommittén.
1910 grundande han tidningen Idrottsbladet och var dess första redaktör.
Han gav 1907 ut boken(?) "Allmän Idrott" och 1909 "Idrotten i Amerika".